# 齊南·沃拉齊
禾拿治（亦譯作華拉治) 希伯來語：‎，(1945年5月14日—），知名前以色列足球運動員。於1970年世界盃競賽中擔任以色列國家隊主要成員的禾拿治於退役後，亦從事足球相關推展工作，期間曾經擔任以色列海法馬卡比足球俱樂部的總裁。

## 小传
Vollach出生于比亚利克村，在当地俱乐部Maccabi Kiryat Bialik开始了他的体育生涯。1963年，他被选为以色列国防军的纳哈尔部队成为一名步兵。Volhal是少数活跃在Nahal战斗中的少数职业足球运动员之一，错过了整个赛季的足球比赛。在他服役期间，他赢得了1965年的国际足联足球锦标赛冠军。1965年，19岁时，他的所有权被卖给5000名以色列里拉给海法尔。
Vollach从耶路撒冷的希伯来大学获得了学士学位，在海法大学获得了历史和政治学硕士学位。是以色列国防军退役的少校。

## 运动生涯
他最初是前锋，因为他的身高优势和健壮的身材，所以被称为“坦克”。后来因为前锋无法发挥他全部潜力，他被安排到了后卫的位置，在那里他的表现得非常出色。他在1966年和1974年赢得两次以色列国家杯比赛，并且几次接近赢得Liga Leumit。他的主要成就是1970年帮助以色列国家队首次参加墨西哥世界杯。在1970年的世界杯上，沃拉齊曾与乌拉圭队交手。在接下来的比赛中，沃拉齊在与瑞典队下半场的残酷比赛中他的腿断了，所以人类的梦想在与意大利的最后一场比赛中，吉吉里瓦和詹尼里维拉结束了比赛。沃拉齊曾两次借给其他以色列俱乐部来加强他们在UI Cup比赛中的名次（第一次是1976年Hapoel Be'er Sheva，第二次是1977年Maccabi Tel Aviv）。
在1976年夏天，沃拉齊加入了冠军头衔Hapoel Be'er Sheva 参加UI杯比赛的名单。在与比利时的标准比赛之前，球员们都住在酒店房间里。贝尔谢巴的球员沙洛姆·埃维坦（Shalom Avitan ）在桌上的一个盒子里藏了0.22短口径的枪，是守卫球队的沙巴克特工（在慕尼黑大屠杀之后，以色列没有机会）。Avitan以为子弹被卸下并指向沃拉齊。握枪的手在最后一秒被移动了，子弹从沃拉齊的头部距离一英寸的地方飞过。
1977年，Vollach从哈普埃尔海法，与前国际球员和俱乐部队长伊扎克英格兰德一起，转移到当地的城市对战马卡比海法。
沃拉齊是IFA教育和宣传委员会的成员和Maccbi的管理成员。

### 海法马卡比足球俱乐部
沃拉齊成为马卡比年轻和缺乏经验球员的榜样。他在马卡比的时间很短，只打了两个赛季，并于1979年退出职业橄榄球队，完全自愿开始担任马卡比海法的总经理。在沃拉齊的管理下，海法马卡比足球俱乐部从一个平庸的足球俱乐部变成了一支成功的顶级球队，在1984年赢得了他们的第一个冠军并于1985年成功守擂。在此期间，他被称为“马卡比海法的大脑”。

### 香港足球会
1985年，沃拉齊被以星綜合航運公司 (Zim Integrated Shipping Company Limited) 派駐香港支部擔任经理和代表, 並於工餘時間踢衛生波保持體能及狀態， 以業餘球員身份效力港會至1990年回國為止。

## 行政生涯
在管理香港足球会五年后，1990年，沃拉齊回到以色列，前队友和俱乐部的队长，伊扎克·英格兰人是夏普尔海法的总裁。Englander为他提供了Hapoel总裁的职位，但竞争对手Maccabi并不乐于看到沃拉齊去担任这个职位，所以他们任命他为首席财务官和该团队的首席执行官。在三年（1990-1993）期间，俱乐部在1990与1991赛季和1993年的州杯中赢得了“双杯”（联赛和杯赛）。在1990年至1994年期间，他自愿加入了以色列足球协会的管理部门，并担任马卡比海法俱乐部在IFA的代表。
在足球部门私有化之后，沃拉齊加入了马卡比海法联盟的管理层，填补了首席财务官等主要职位，然后加入了董事会主席。1999年，他以马卡比海法联盟董事会主席以及马卡比海法篮球部门主席的身份一致得到了选票，成为了以色列篮球协会管理层成员。

## 媒体生涯
除了他的行政和工作角色之外，沃拉齊多年来一直在以色列体育广播节目Shirim uSha'arim担任体育评论员，并且是当地的一名记者。

## 商业生涯
1970年从1970年FIFA世界杯回归后，他开始在Zim工作。在他工作的第一周，他被分配到分发员工的出勤票。沃拉齊是Zim的全球服务经理，Zim所有权属于公司董事会主席兼Zim副总裁以及Zim的总裁兼首席执行官M.Dizengoff。自2005年以来，他一直担任Zim集团子公司Newlog的总裁兼首席执行官，并负责海洋和陆路运输的物流服务。

## 获得的荣誉
- 以色列最佳XI（3次，由Hadashot haSport和Yedioth Ahronoth确定）

- 以色列公平竞赛奖（3次）

- Hapoel Haifa Best XI Alltime
- 被官方网站选为Hapoel海法最伟大的球员[3]
- 以色列金禧奖：海法最佳十一
- 以色列金禧奖：海法最佳后卫
- 海法市荣誉市民（1993年）
- 由Yedioth Ahronoth和以色列足球运动员协会（2007）确定的1970年世界杯的以色列国家队终身贡献特别奖 [4]
- 该会员名人堂以色列足球名人堂（2009年）

为了表彰他在体育界的广泛志愿和商业上的成功，他于1993年被海法市授予荣誉公民身份。
在海法马卡比和海法哈普尔：
- 4次以色列杯（1966年，1974年，1991年，1993年）（1985年亚军）
- 3次以色列冠军（1984年，1985年，1991年）（1975年亚军）
- 1次以色列冠军杯冠军（1985）
- 1 x莉莲杯（1984）
- 1个IDF标题（1965年）

马卡比海法青年队：
- 4次以色列青年冠军（1979年，1983年，1984年，1991年）
- 3次以色列青年杯（1980年，1991年，1993年）（1981年亚军）
- 1次以色列冠军杯冠军（1984年）

马卡比海法篮球队：
- 2次以色列决赛四
- 1次以色列杯决赛（2008-2009）